# Método Tomatis
Método Tomatis es una terapia basada en la musicoterapia, que consiste en estimulación auditiva. Fue fundada en los años 50 por el Dr. Alfred Tomatis.  Diseñada para maximizar los beneficios de escuchar mejor. Los programas de este método estimulan el oído para promover la motivación interna de las personas para escuchar, corregir el control audio-vocal y afinar el circuito entre el oído y la voz, el cual es muy importante para tener un control propio del habla.

## El origen
El método Tomatis fue creado por el médico otorrinolaringólogo Alfred Tomatis poco después de la Segunda Guerra Mundial. Se basaba en la idea de que algunos problemas vocales eran en realidad problemas de audición provocados por bloqueos cerebrales causados por una mala experiencia previa y que impedían captar determinadas frecuencias de sonido. Estos bloqueos podían causar también cambios en el comportamiento, lo cual explicaría al fin y al cabo el trastorno autista pero también la dislexia o la esquizofrenia.
Alfred Tomatis crea el primer Oído Electrónico, en 1950 En donde presenta las “leyes Tomatis” en la Academia de las Ciencias de París. Estas leyes establecen la relación entre la audición y la fonación y, por extensión, entre la escucha y la comunicación. Estos descubrimientos animan a Alfred Tomatis a desarrollar un dispositivo pedagógico que permite a los cantantes con problemas vocales recuperar su calidad vocal de forma permanente. Este dispositivo pedagógico, que se basa en un sistema electrónico de báscula del sonido para estimular el oído, se conoce como “Oído Electrónico".

## Como funciona
Según Alfred Tomatis, su aparato es capaz de lograr que el cerebro volviese a captar esas frecuencias previamente bloqueadas emitiendo nuevos patrones de sonido, mejorando así todos esos trastornos y discapacidades. Esos nuevos patrones podían ser desde música de Mozart hasta la voz alterada de la madre del paciente.

## Críticas
El método diseñado por Alfred Tomatis, ha sido duramente criticado por la comunidad científica, principalmente por sus escasas evidencias acerca de su eficacia sobre la mejora con las niños que padecen de autismo. También la Academia Americana de Pediatría concluye que frente a quienes dicen que es útil para el trastorno de atención e hiperactividad que no hay estudios científicamente controlados que apoyen que el método de Tomatis mejore estos trastornos. Por su parte la Universidad de Vanderbil, hizo una revisión de este método concluyendo que, Ha sido difícil encontrar ensayos clínicos objetivos. Muchos de ellos no estaban en inglés y los resúmenes eran bastante vagos. Las dos revisiones con resultados positivos tenían poco con lo que justificar sus conclusiones. Los estudios sudafricanos tenían muy poca información disponible sobre a quiénes se había testado, cómo se había hecho y cómo fueron evaluados estos estudios. El otro fue por el propio Dr. Tomatis, con lo que es posible que no fuera completamente objetivo.